# Tim Biakabutuka
Tshimanga Biakabutuka, detto Tim (Kinshasa, 24 gennaio 1974), è un ex giocatore di football americano canadese che ha militato nel ruolo di running back nella National Football League (NFL).

## Biografia
Al college, BIakabutuka giocò a football a Michigan. Fu scelto come ottavo assoluto nel Draft NFL 1996 dai Carolina Panthers. Spesso infortunato, non riuscì mai a giocare più di 12 partite in una stagione. Complessivamente, in carriera disputò 50 gare nel corso di sei stagioni, tutte con i Panthers, di cui fu il primo running back a segnare due touchdown da almeno 60 yard nella stessa gara.

## Statistiche
| Partite    | 50    |
| Yard corse | 3.319 |
| Touchdown  | 17    |